# Farmington (Iowa)
Farmington ist eine Stadt (mit dem Status „City“) im Van Buren County im US-amerikanischen Bundesstaat Iowa. Im Jahr 2010 hatte Farmington 664 Einwohner, deren Zahl sich bis 2013 auf 652 leicht verringerte. Das U.S. Census Bureau hat bei der Volkszählung 2020 eine Einwohnerzahl von 579 ermittelt.

## Geografie
Farmington liegt im Südosten Iowas am Des Moines River, einem rechten Nebenfluss des Mississippi. Dieser bildet rund 35 km östlich die Grenze zu Illinois. Die Grenze Iowas zu Missouri verläuft 4 km südlich von Farmington.
Die geografischen Koordinaten von Farmington sind 40°38′25″ nördlicher Breite und 91°44′35″ westlicher Länge. Die Stadt erstreckt sich über eine Fläche von 1,22 km² und ist die größte Ortschaft innerhalb der Farmington Township.
Nachbarorte von Farmington sind Hillsboro (23,5 km nördlich), Houghton (26,7 km nordöstlich), Donnellson (17,5 km östlich), Argyle (23,1 km südöstlich), Revere in Missouri (20,6 km südsüdöstlich), Mount Sterling (19,2 km westlich) und Bonaparte (10,5 km nordwestlich).
Die nächstgelegenen größeren Städte sind Iowa City (136 km nördlich), Cedar Rapids (176 km in der gleichen Richtung), die Quad Cities in Iowa und Illinois (195 km nordöstlich), Peoria in Illinois (226 km östlich), Illinois’ Hauptstadt Springfield (243 km südöstlich), St. Louis in Missouri (319 km südsüdöstlich), Columbia in Missouri (250 km südsüdwestlich), Kansas City in Missouri (381 km südwestlich), Nebraskas Hauptstadt Lincoln (454 km westlich), Nebraskas größte Stadt Omaha (424 km westnordwestlich) und Iowas Hauptstadt Des Moines (231 km nordwestlich).

## Verkehr
Der Iowa Highway 2 führt aus westlicher Richtung über eine Brücke über den Des Moines River in das Stadtgebiet von Farmington und verläuft von Nord nach Süd als Hauptstraße durch das Stadtgebiet, bevor es Farmington in südwestlicher Richtung wieder verlässt. Am gegenüberliegenden Ufer des Flusses erreicht der Iowa Highway 81 mit der Einmündung in den IA 2 seinen nördlichen Endpunkt. Alle weiteren Straßen sind untergeordnete Landstraßen, teils unbefestigte Fahrwege sowie innerörtliche Verbindungsstraßen.
Mit dem Keosauqua Municipal Airport befindet sich 28 km nordwestlich ein kleiner Flugplatz für die Allgemeine Luftfahrt. Die nächsten Verkehrsflughäfen sind der Des Moines International Airport (234 km nordwestlich), der Eastern Iowa Airport in Cedar Rapids (167 km nördlich), der Quad City International Airport bei Moline in Illinois (186 km nordöstlich) und der Southeast Iowa Regional Airport von Burlington (66 km ostnordöstlich).

## Geschichte
Die ersten Weißen siedelten sich 1833 nach dem Ende des Black-Hawk-Krieges auf dem Gebiet der heutigen Stadt an. Im Jahr 1839 wurde mit der planmäßigen Anlage einer Siedlung begonnen, die zwei Jahre später zu einer selbstständigen Kommune inkorporiert wurde. Damit ist Farmington die älteste Gemeinde im Van Buren County.

## Bevölkerung
Nach der Volkszählung im Jahr 2010 lebten in Farmington 664 Menschen in 299 Haushalten. Die Bevölkerungsdichte betrug 544,3 Einwohner pro Quadratkilometer. In den 299 Haushalten lebten statistisch je 2,22 Personen.
Ethnisch betrachtet setzte sich die Bevölkerung zusammen aus 97,7 Prozent Weißen, 0,3 Prozent Afroamerikanern, 0,8 Prozent amerikanischen Ureinwohnern sowie 0,6 Prozent aus anderen ethnischen Gruppen; 0,6 Prozent stammten von zwei oder mehr Ethnien ab. Unabhängig von der ethnischen Zugehörigkeit waren 2,1 Prozent der Bevölkerung spanischer oder lateinamerikanischer Abstammung.
24,4 Prozent der Bevölkerung waren unter 18 Jahre alt, 53,8 Prozent waren zwischen 18 und 64 und 21,8 Prozent waren 65 Jahre oder älter. 50,8 Prozent der Bevölkerung waren weiblich.
Das mittlere jährliche Einkommen eines Haushalts lag bei 38.977 USD. Das Pro-Kopf-Einkommen betrug 19.322 USD. 13,8 Prozent der Einwohner lebten unterhalb der Armutsgrenze.